# Eschive d'Ibelin
Eschive d'Ibelin, född 1160, död 1196, var drottning av Cypern och gift med kung Amalrik av Cypern.

## Biografi
Hon var dotter till Baduin av Ibelin (d. 1187), herre av Ramla, och Richilde de Bethsan. 
Hon gifte sig med prins Amalrik de Lusignan, bror till Guido de Lusignan, som genom giftermål med Sibylla av Jerusalem var Jerusalems monark. Paret fick sex barn. 
År 1194 efterträdde Amalrik sin bror som Cyperns kung, en nygrundad titel, och Eschiva blev denna nya monarkis första drottning. Hon avled 1196. Hennes make blev senare kung i Jerusalem genom äktenskap. 